# フレデリック・ターマン
フレデリック・エモンス・ターマン（Frederick Emmons Terman, 1900年6月7日 - 1982年12月19日）は、アメリカ合衆国出身の電子工学者。

## 業績
スタンフォード大学で電気工学と化学を学び、1924年にマサチューセッツ工科大学に進学して博士号を修得した。その時に第二次世界大戦中にマンハッタン計画を主導したヴァネヴァー・ブッシュの下で学んだ。ブッシュは当時から情報処理と検索の将来性を予想していて、ターマンは彼の方針を堅守した。1920年代、スタンフォードは大学としての地位を高めるために東海岸の大学から著明な人材を積極的に招聘していてマサチューセッツ工科大学で電気工学を教えていたターマンもそうした人材の一人だった。1925年にスタンフォード大学に戻ったターマンは研究室の付近にあった学生たちのアマチュア無線局に出入りするようになり、そこには後にヒューレット・パッカードを設立するデビッド・パッカードとウィリアム・ヒューレットがいて、彼らと親しくなった。ヒューレットはスタンフォード在籍中に音響発振器を製作して、この発振器の将来性を確信したターマンはゼネラル・エレクトリックに勤めていたパッカードに、パロアルトへ戻ってヒューレットと事業を興すことを勧め、1937年に、後に「シリコンバレー発祥の地」と呼ばれることになるパロアルトのガレージから、ヒューレット・パッカードが設立された。ターマンの支援を得て商品化された音響発振器は、1939年に公開されたウォルト・ディズニー・スタジオのアニメーション映画である「ファンタジア」の製作にも使用された。他にターマンが起業を支援した学生には後にヴァリアン・アソシエイツを起業したラッセル&シグルド・ヴァリアン達も含まれる。
第二次世界大戦時には無線工学を軍事利用するため、ターマンはハーバード大学の無線工学研究室で850人以上のスタッフを指揮して連合国のレーダー妨害装置を開発してナチスドイツの空軍からの防衛に成果を収めた。戦争後にはスタンフォード大学の工学部長に就任して1951年に産学連携のために大学の創設者であるリーランド・スタンフォードは所有地の売却を一切禁じていたため、大学の所有する敷地を「スタンフォード・インダストリアル・パーク」として企業に貸し出した。
1940年代から1950年代にかけて彼の著した『Radio Engineer's Handbook』、『Electronic Measurements』、『Electronic and Radio Engineering』はベストセラーとなり、1970年代初頭に相次いで絶版になるまで長きに渡り重版を重ねた。彼はスティープルズ・オブ・エクセレンスという手法で学部、学科を大幅に再編して将来性のある分野への予算を重点的に配分したり、優秀な教員を他大学などから招聘した。1963年IEEEファウンダーズメダル受賞。
彼は優秀な学生が卒業後に東海岸の企業に就職して地元の西海岸には彼等の能力を活かせる働き口が限られている事を憂いていて、そのため、学生達に起業を奨励した。後年、彼の門下生達はヒューレット・パッカード、リットン・インダストリーズ、ヴァリアン・アソシエイツ等を起業してシリコンバレーを形成していくことになる。彼の門下生は後にシリコンバレーを代表する数々の企業を設立したことにより、彼は西海岸に半導体産業を興したウィリアム・ショックレーと並び"シリコンバレーの父"と称される。ターマンは真空管などの電子管の時代の技術を身につけており、半導体や集積回路に関しては疎く、1970年以降は活動が衰えた。

## 著書
- 森田孝一 訳『基礎ラジオ工学』ラジオ科学社、東京、1955年。doi:10.11501/2472930。
- 川上正光, 金子英二, 柴山博, 中山高 訳『エレクトロニクスの測定』近代科学社、東京、1956年。 NCID BN15730454。
- 『ラジオ工學』日本放送出版協會。doi:10.11501/2455716。

## 文献
- 磯辺 剛彦『シリコンバレー創世記―地域産業と大学の共進化』白桃書房、2000年1月。ISBN 9784561510444。